# Ruth Erat
Ruth Erat-Stierli (* 3. August 1951 in Herisau) ist eine Schweizer Lehrerin, Schriftstellerin, Malerin und Politikerin.

## Biografie
Ruth Erat wuchs auf in Bern und Arbon. Sie absolvierte ein Studium an der Universität Zürich. 1985 promovierte sie mit einer Arbeit über Mechthild von Magdeburg zum Doktor der Philosophie. Anschliessend wirkte sie als Lehrerin am Lehrerseminar in Rorschach und als Bezirksschulrätin, später an der Pädagogischen Hochschule in Rorschach, danach an der Innerstaatlichen Maturitätsschule für Erwachsene in Sargans und St. Gallen. Seit 2016 ist sie ausschliesslich als Malerin und Schriftstellerin tätig. 1999 nahm sie am Ingeborg-Bachmann-Wettbewerb in Klagenfurt teil.
Erat ist heute in Rheineck, Kanton St. Gallen, ansässig. Als Mitglied der Sozialdemokratischen Partei der Schweiz war sie von 1991 bis 2001 Gemeinderätin von Rheineck. 2004 bis 2008 war sie St. Galler Kantonsrätin und von 2015 bis 2021 im Arboner Stadtparlament.
Ruth Erat ist Verfasserin von erzählenden Werken und Mitglied des Verbandes Autorinnen und Autoren der Schweiz, des Künstler-Berufsverbandes Visarte und des Schweizerischen Werkbundes.

## Auszeichnungen
- 1990: Arbeiter-Literaturpreis
- 1995: Anerkennungspreis der St. Gallischen Kulturstiftung[3]
- 2000: Buchpreis des Kantons Bern[4]
- 2021: Hauptpreis Akademie für gesprochenes Wort, Stuttgart[5]

## Werke
- Do sprach dú ellende Sele. Zürich 1985
- Hrsg. Beurteilen, bewerten. St. Gallen 1993
- Moosbrand. Suhrkamp Verlag, Frankfurt am Main 1999
- Der Werkzeugkoffer im All. Frauenfeld 2009
- Zum Trocknen aufgehängte Flügel. Frauenfeld 2017, ISBN 978-3-03740-117-0.
- Im Meer treibt die Welt. Waldgut Verlag, Frauenfeld 2019[6]
- Mit erhobenem Paddel. mit Irène Bourquin, Caracol Verlag der Autorinnen und Autoren, Warth TG 2020, ISBN 978-3-907296-00-4.
- Einmal schwamm eine Wildsau im See. Caracol Verlag der Autorinnen und Autoren, Warth 2021, ISBN 978-3-907296-12-7.
- Zug nach Tatti. Caracol Verlag der Autorinnen und Autoren, Warth 2023, ISBN 978-3-907296-23-3.
- Wintersee. Caracol Verlag der Autorinnen und Autoren, Warth 2025, ISBN 978-3-907296-36-3.